# Puscifer

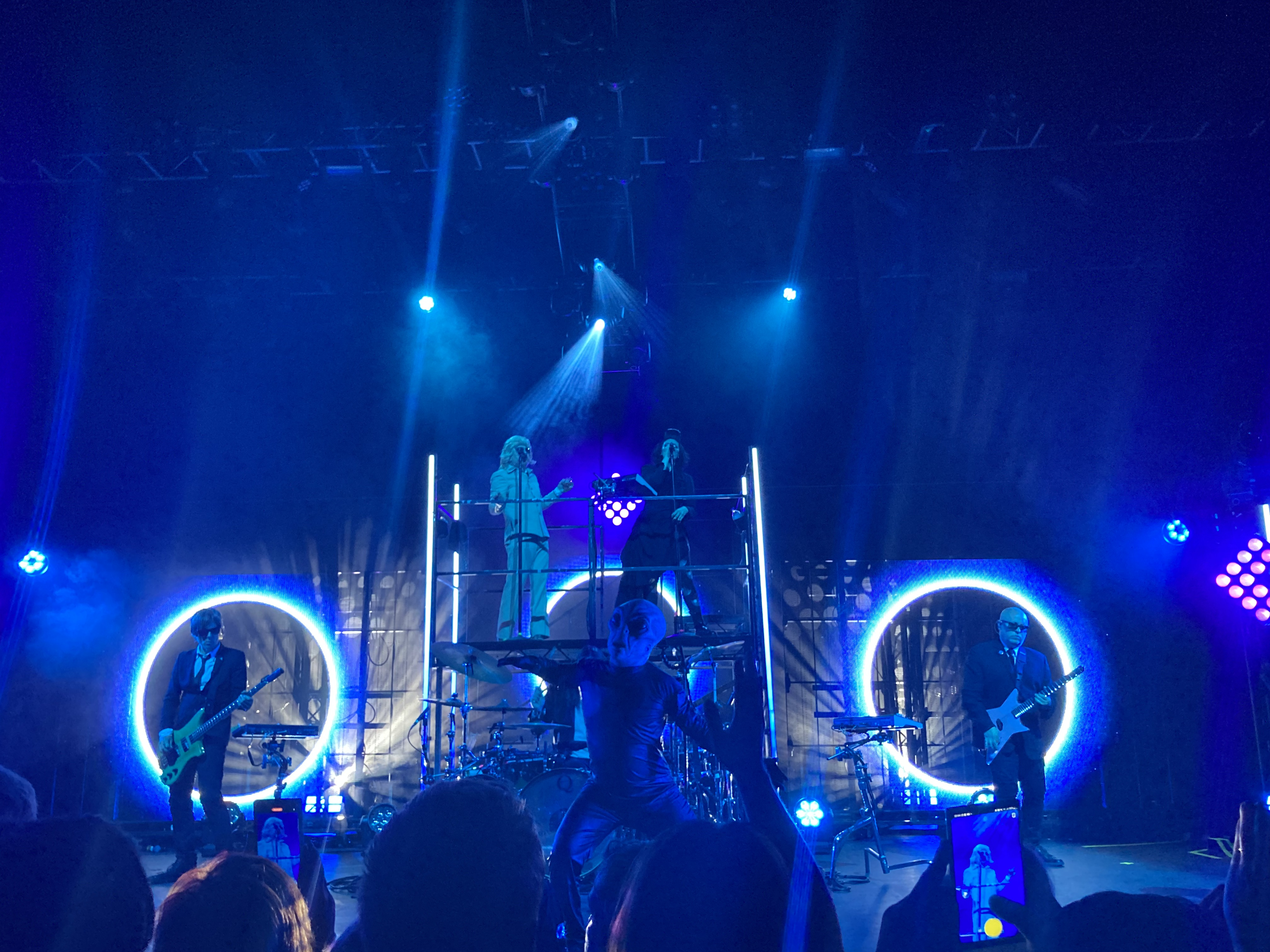
Puscifer live im Jahr 2023

Puscifer ist ein musikalisches Projekt von Maynard James Keenan, der als Mitglied der Rockbands Tool und A Perfect Circle bekannt ist. Stilistisch bewegt sich die Band im Bereich Synth Rock und experimenteller Rock.

## Bandgeschichte und Werke
Die ersten veröffentlichten Songs waren REV 22:20 (in Soundtracks zu Saw II und Underworld zu hören) und The Undertaker (Soundtrack Underworld: Evolution). Die Website des Projektes wurde am 13. Oktober 2006 geöffnet und enthält einen Onlineshop sowie Hörproben zu diversen Songs von oder mit Keenan. Hier sind Objekte von Bekleidung und Gebrauchsgegenständen im Puscifer-Look bis hin zu ausgefalleneren Sachen zu bekommen, wie z. B. (Originalzitat Keenan) „adult massage devices“.
Der Name „Puscifer“ rührt daher, dass Maynard James Keenan in der ersten Episode der amerikanischen Comedy-Serie Mr. Show ein Bandmitglied einer imaginären Band desselben Namens darstellt. Er selbst beteuert, dass er absolut keine Ahnung habe, was der Name denn wirklich bedeuten solle. Auch Danny Lohner (Nine Inch Nails), Tim Commerford und Brad Wilk (Rage Against the Machine) wirkten aktiv an Puscifer mit, wo sie Instrumentalmusik und Gesang beisteuerten.
Das erste Album der Band, V Is for Vagina, welches von Joey Jordison (Slipknot, Murderdolls) produziert wurde, erschien am 26. Oktober 2007. Die erste Singleauskopplung mit dem Namen Queen B erschien am 9. August 2007 und das Video im September. Es folgte die EP Don't Shoot the Messenger am 9. Oktober 2007. Im Mai 2008 erschien das Remix-Album V Is for Viagra. The Remixes. Es enthält zehn Remixes vom ersten Album sowie zwei vom Single-Album Cuntry Boner. In dem Film Underworld – Aufstand der Lykaner sind sie mit dem Song Lighten Up Francis (JLE Dub Mix) vertreten.
Im November 2009 veröffentlichte Keenan zusammen mit Milla Jovovich das Musikvideo The Mission. Jovovich singt selbst mit. Gleichzeitig veröffentlichte er schon im Oktober desselben Jahres die EP C Is For (Please Insert Sophomoric Genitalia Reference Here). Im Oktober 2011 erschien das Album Conditions of my Parole. Als Gastmusiker sind auf dem Album Juliette Commagere, Jeff Friedl, Matt McJunkins (Ashes Divide) und Sarah Jones von Bat for Lashes. Am 19. Februar 2013 erschien die EP Donkey Punch the Night mit zwei neuen Songs (Breathe und Dear Brother) und zwei Covern: „Bohemian Rhapsody“ von Queen und „Balls to the Wall“ von Accept. Am 30. Oktober 2015 erschien das Album Money Shot. Darauf wirkten neben Keenan auch Carina Round (Gesang) und Mat Mitchell (Bass, Gitarre, elektronische Instrumente) als Co-Autoren mit. Als Gäste waren Jeff Friedl (Schlagzeug), Matt McJunkins (Bass), Juliette Commagere (Tasteninstrumente), Tim Alexander (Schlagzeug), John Theodore (Schlagzeug) und Keenan's Sohn Devo Keenan beteiligt.
Im Jahr 2016 trat die Band erstmals in Europa bei Rock am Ring und Rock im Park auf.
Im Jahr 2020 erschien das vierte Album Existential Reckoning erneut mit Carina Round und Mat Matchell sowie Greg Edwards (Bass), Sarah Jones (Schlagzeug), Gunnar Olsen (Schlagzeug) sowie Esmé Bianco (Stimme). Zum Release des Albums wurde ein Stream-Konzert aus der Wüstenstadt Arcosanti im Internet übertragen und später als Live-Album Live at Arcosanti veröffentlicht.

## Diskografie
| - 2007: “V” Is for Vagina - 2011: Conditions of My Parole - 2015: Money Shot - 2020: Existential Reckoning - 2013: What is... - 2021: Billy D and the Hall of Feathered Serpents - 2021: Live at Arcosanti - 2022: „V“ Is for Versatile - 2022: Parole Violator - 2008: “V” Is for Viagra. The Remixes - 2008: “D” Is for Dubby – The Lustmord Dub Mixes (nur digital) - 2010: Sound into Blood into Wine (Soundtrack zu Blood into Wine) - 2013: All Re-Mixed Up (Remix-Album zu Conditions of My Parole) - 2016: Money Shot: Your Re-Load (Remix-Album zu Money Shot) - 2007: Don’t Shoot the Messenger - 2009: “C” Is for (Please Insert Sophomoric Genitalia Reference Here) - 2013: Donkey Punch the Night | - 2007: Cuntry Boner - 2007: Queen B. - 2008: DoZo - 2009: The Mission (M Is for Milla Mix) - 2011: Man Overboard - 2011: Conditions of My Parole - 2012: Telling Ghosts - 2020: Apocalyptical - 2007: Cuntry Boner - 2008: Queen B. - 2008: DoZo - 2008: Momma Sed - 2009: The Mission (M Is for Milla Mix) - 2011: Man Overboard - 2011: Conditions of My Parole (Short Version & Director’s Cut) - 2012: Telling Ghosts - 2015: Grand Canyon |